# JORN (sanger)
Jorn Lendorph, også kendt under kunstnernavnet JORN, er en dansk sanger, komponist og producer inden for soul- og popmusik.

## Baggrund og tidlig karriere
Jorn Lendorph begyndte sin musikalske karriere som første sopran i Københavns Drengekor. Som teenager fik han en rolle i DR’s tv-serie Alle elsker Debbie, hvor han også skrev underlægningsmusikken sammen med Jeppe Kaas og fremførte titelsangen. Samarbejdet fortsatte med sangen Endelig blev det sommer til filmen En afgrund af frihed, hvor Jorn Lendorph desuden medvirkede som skuespiller sammen med Anne Herdorf og Christine Skou.
Han spillede senere en rolle i komediefilmen Elvis Hansen - en samfundshjælper, hvor han spillede søn af hovedpersonen Elvis Hansen/Steen Springborg.

## Musikalsk karriere
I 1996 udgav JORN sit debutalbum Loosen Up, produceret af Chief 1, co-producerede af Jorn selv og af guitaristen Ole Kibsgaard. Albummet indeholder 14 soul-prægede numre og blev udgivet i flere lande. Han fik radiohits med sangene Smile og Laughter in the Rain og opnåede en førsteplads på den norske hitliste med singlen Back to My Baby.
Han har skrevet, produceret og fremført sangen Indtoget i Jerusalem til albummet Dejlig er haven, med tekst af Johannes Møllehave. Jorn medvirkede også på det Danish Music Award-nominerede album OPS – Perker for altid.
Han har lagt stemme til titelsangen Det er ganske vist, i den danske version af Disney-filmen Skønheden og Udyret, samt til TV-serierne Den amerikanske drage og The Weekenders. Han sang desuden titelsangen til animationsfilmen Frøen Freddy sammen med Tanja Lewis.
Jorn Lendorph var executive producer på soundtracket til filmen Den attende  og producerede derefter (sammen med produceren Jimmy Anthony), debut albummet Better Get Some Dreams for sangerinden Sanne Graulund.  Han har også, sammen med produceren Elton John Theander, produceret og skrevet musik til albummet Tilbage igen med rapperen Ibo, samt produceret Martin Brygmanns temasang Julen Rammer til filmen Julefrokosten (film fra 2009).
Han har været vokalproducer på Rasmus Klump og hans venner og på to album med vokalgruppen Vocaloca.
Han har leveret musik til kortfilmene Madpakken - en hilsen hjemmefra, Fra grønt til hvidt , En debat om fremtidens samfund Holger K og Anders Fogh, og Rokketanden hvor sidstnævnte vandt en international pris.
I 2006 udgav han house-singlen JORN - Saturday, som senere blev anvendt i filmen Kandidaten.

## Øvrige virke
Fra 1995 til 1999 var han leadvokalist sammen med Lise Dandanell på syv Smølfealbum, som alle opnåede platin i Danmark.
Han har sunget kor for både danske og internationale artister som Mariah Carey, Anggun, Lisa Nilsson, Bombay Rockers, Det Brune Punktum, OneTwo, Sound of Seduction, Nana Mouskouri, Johnny Logan, Stig Rossen og flere.
Han har medvirket på soundtracks til film som Hjælp! Jeg er en fisk, Elsker dig for evigt, Hånden på hjertet, Den attende, i musicalen Askepop samt på soundtracket til Julefrokosten (film fra 2009).
Han lagde sangstemme til Anders W. Berthelsens rolle i tv-serien Hjerteafdelingen.
Derudover har han medvirket som sanger i en række tv-shows, herunder Dansk Melodi Grand Prix, Popstars, Safari (tv-serie) Big Brother, Snurre Snups Søndagsklub, Z TV, Op på tangenterne, Nat TV, Morgen-TV etc.
I 2022 udgav han børnebogen Vaksemadder & Røvballegardiner med designeren Liselotte Riséll og skrev og indspillede titelsangen dertil.